# Gerald Guralnik
Gerald Stanford Guralnik, né le 17 septembre 1936 à Cedar Falls dans l'Iowa et mort le 26 avril 2014, est chancelier de physique à l'Université Brown. Il est surtout connu pour sa co-théorisation du mécanisme de Higgs avec Carl Richard Hagen et Thomas Kibble,. Dans le cadre de la célébration du 50e anniversaire des Physical Review Letters (PRL), le journal a reconnu cette découverte comme l'un des documents jalons de son histoire.

## Biographie
Guralnik reçoit son bachelor au MIT en 1958 et son doctorat de l'Université Harvard en 1964. Il poursuit son cycle à l'Imperial College de Londres en tant que boursier postdoctoral financé par la National Science Foundation, puis à l'Université de Rochester. À l'automne 1967, il part à l'Université Brown et visite fréquemment l'Imperial College et le Los Alamos National Laboratory, où il a été un membre du personnel de 1985 à 1987. C'est à Los Alamos qu'il travaille sur le développement et l'application des méthodes de calcul pour la Chromodynamique quantique sur réseau.
En 2010, Guralnik reçoit de l'American Physical Society (APS) le Prix Sakurai en physique des particules pour « l'élucidation des propriétés de la brisure spontanée de symétrie en théorie de jauge en quatre dimensions relativiste et du mécanisme de la génération uniforme des masses de bosons vecteurs ».
En 2011, ses travaux sont principalement consacrés à la théorie quantique des champs (QFT) et la relativité générale. Il s'intéresse particulièrement à la structure de phase et à la solution complète de la QFT analysée à la fois théoriquement et grâce à des techniques numériques. Il a été boursier de la fondation Sloan et est membre de l'APS.